# Mehaigne
El Mehaigne (Mouhagne en való) és un riu de Bèlgica, un afluent a la riba esquerra del Mosa. Pren el seu origen a l'entitat de La Bruyère, a la província de Namur, travessa Hesbaye i desemboca al Mosa a Statte, prop de Huy, a la província de Lieja.

## Geografia
El Mehaigne neix en un lloc anomenat La Spaumerie a una altitud de 179 m, al territori de Saint-Denis (La Bruyère), i travessa notablement diversos pobles de la comuna d'Éghezée (incloent el poble homònim de Mehaigne), Taviers, Franquenée, Boneffe, Branchon, Wasseiges, Ambresin, Moxhe, Braives, Fallais i Fumal.

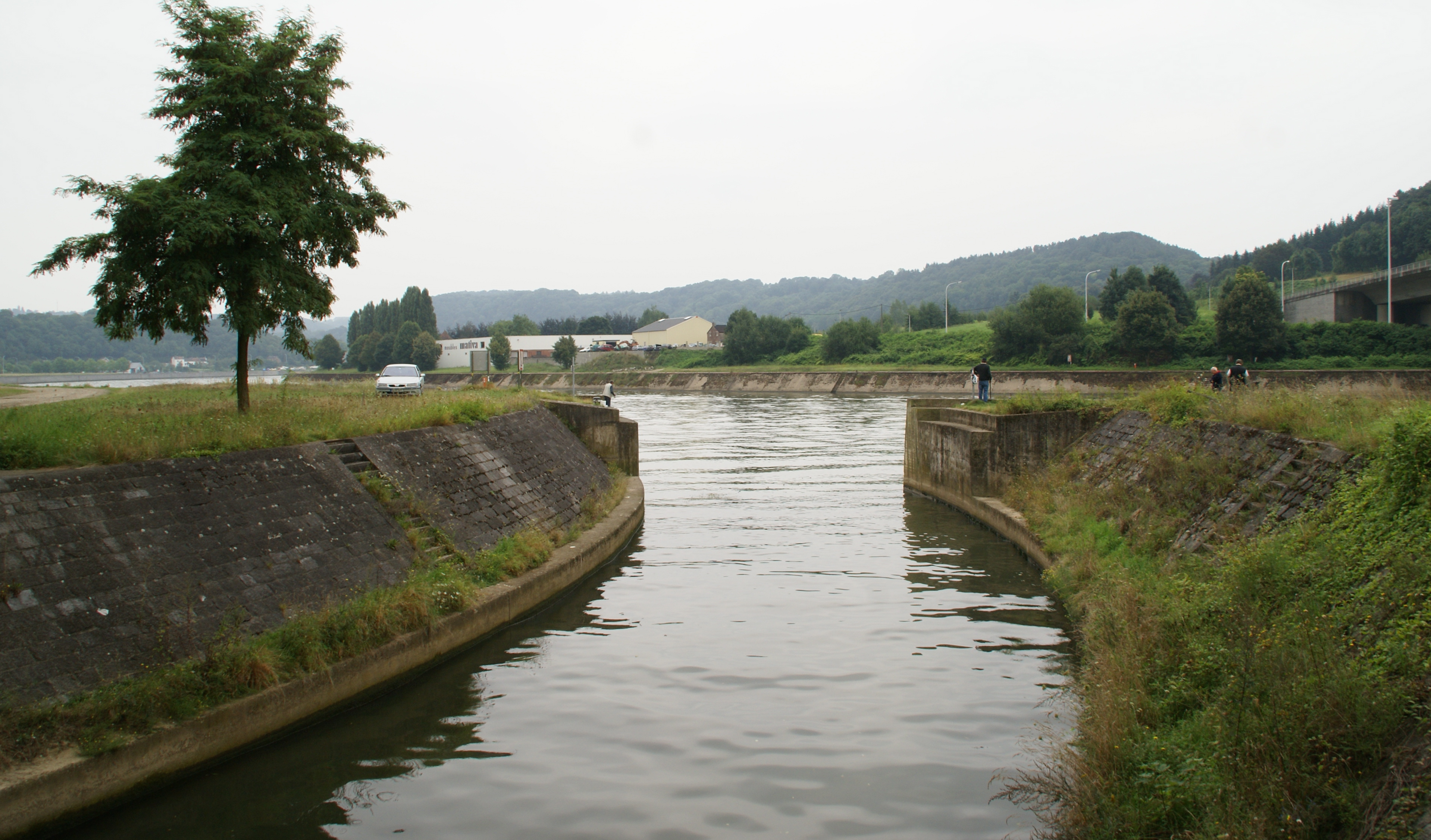
Aiguabarreig del Mehaigne i del Mosa a Wanze
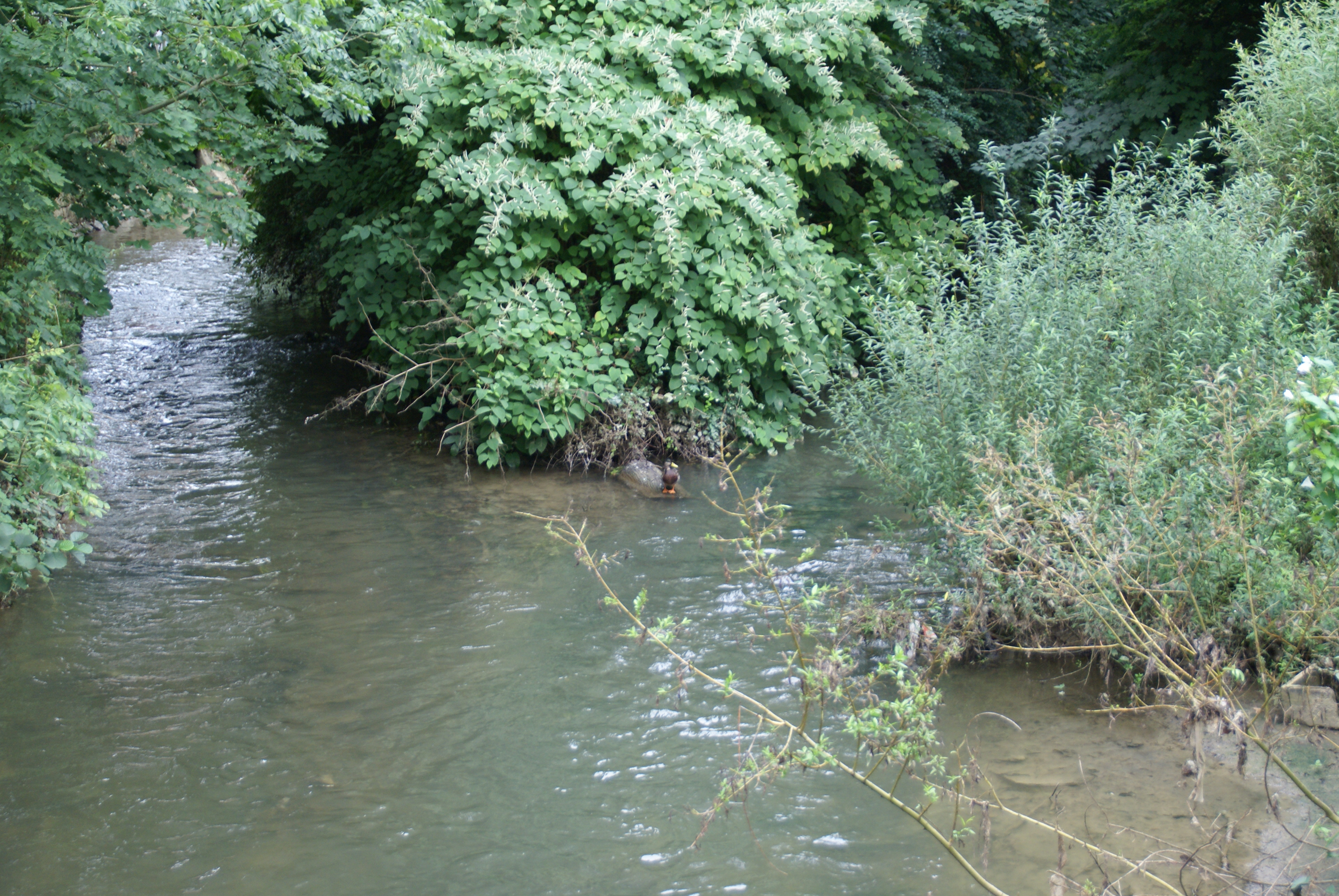
El Mehaigne al límit de Wanze i de Statte

A Huccorgne, agafa les aigües del Burdinale, un riu amb el qual forma el parc natural de les valls de Burdinale i Mehaigne, a Hesbaye.

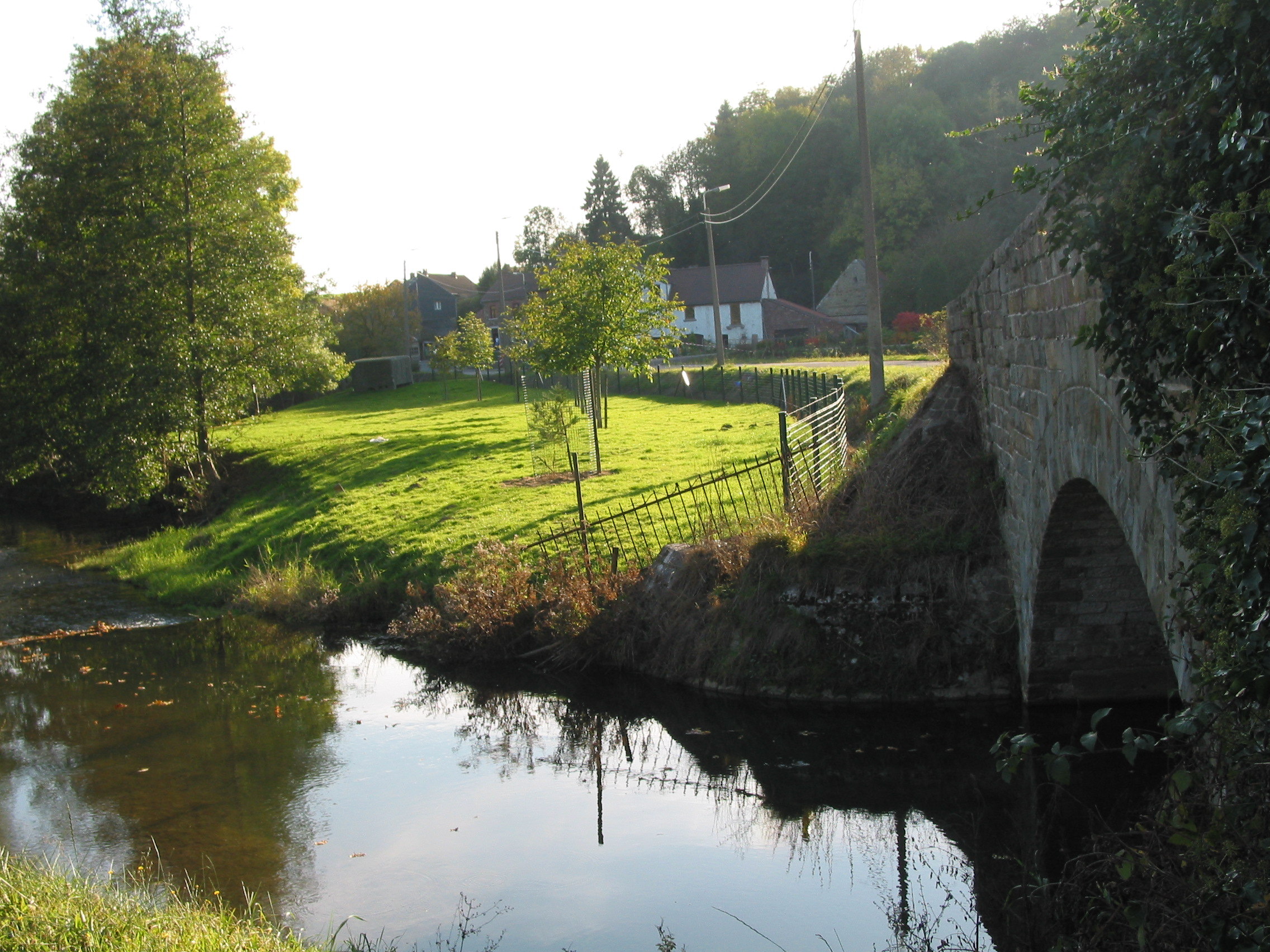
Pont al Mehaigne (Fallais)
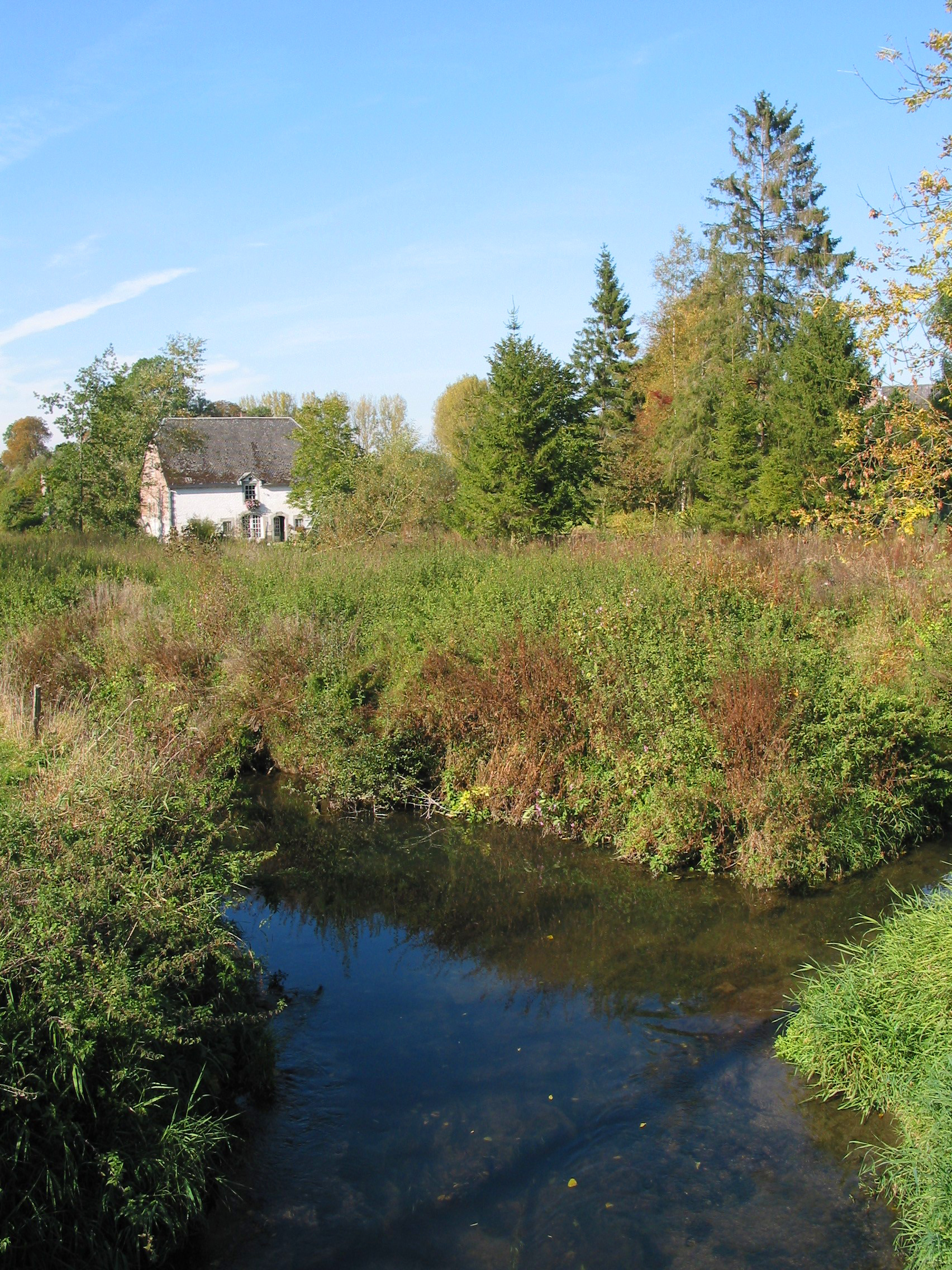
Molí al Mehaigne (Braives)

Desemboca al Mosa a Wanze a una altitud de 70 m.

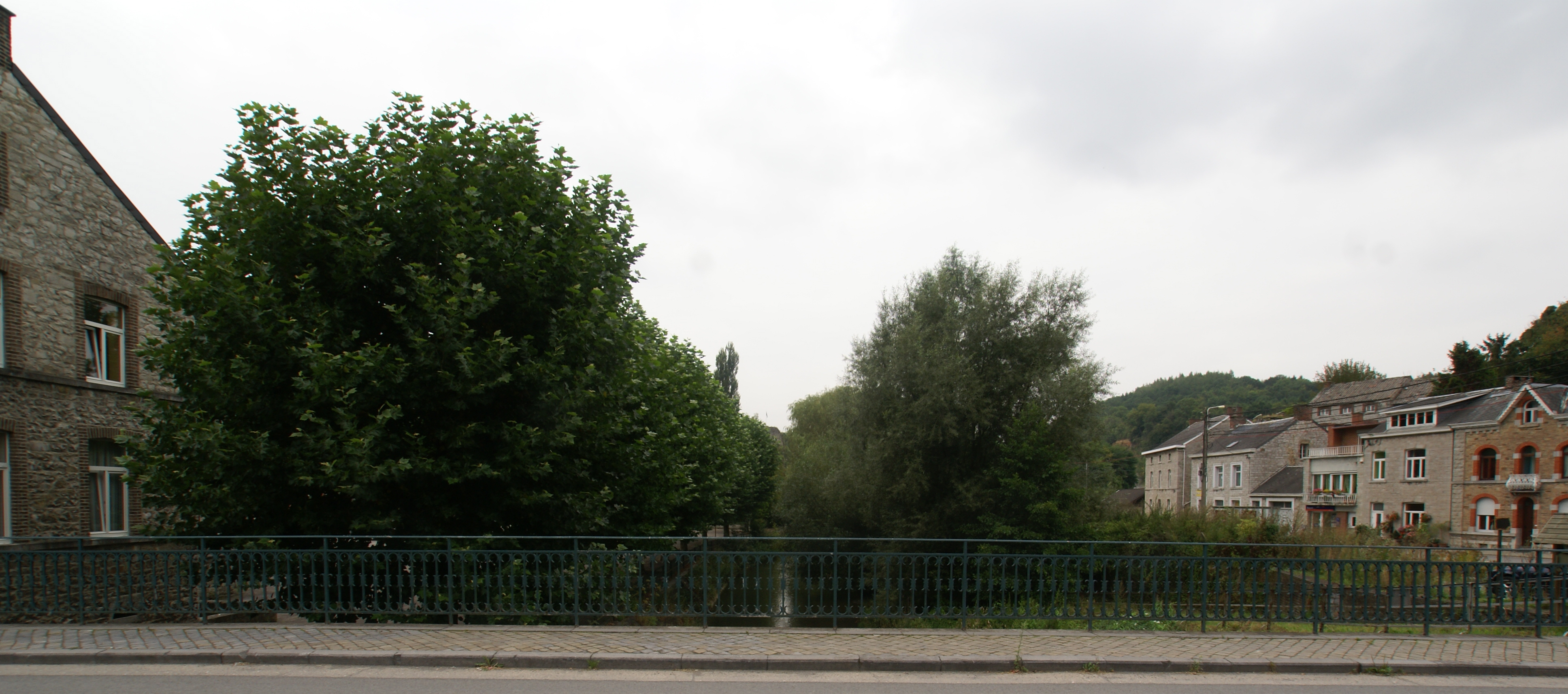
Pont al Mehaigne (Moha)

## Afluents
- Burdinale
- Dreye
- Fosseroule
- Marka
- Nachaux
- Soile

## Cabal
El cabal mitjà del riu mesurat a Wanze entre 1992 i 2002 és de 2,5 m3/s. Durant el mateix període es va enregistrar:
- una mitjana màxima de 4,2 m3/s l'any 2002;
- un mínim mitjà d'1,3 m3/s l'any 1996.

Font: Ministeri de la Regió Valona.